# La Gazette du cinéma

La Gazette du cinéma est une revue française sur le cinéma, publiée de mai à novembre 1950.

## Historique
En 1948, Éric Rohmer devint présentateur du ciné-club du quartier Latin, rue Danton à Paris, le jeudi après-midi. Ce ciné-club avait été formé par un de ses anciens élèves et présentait des copies de films qui allaient disparaître. Beaucoup de films américains des années trente étaient projetés mais l’objectif de ce ciné-club était de montrer le plus de choses possible, sans discrimination. Cela à la différence d’un certain Ciné-club universitaire qui, selon Rohmer, avait une théorie étriquée qui affirmait la grandeur d’un film plutôt que d’un autre « chez nous, on projetait n’importe quoi et cela nous permettait, à nous et à notre public, de dire : « Le chef d’œuvre, c’est ça et ce n’est pas ça » » explique Rohmer lorsqu’il parle du ciné-club du quartier latin. C’est ainsi qu’il rencontra Rivette et Francis Bouchet avec qui il transforma le Bulletin du ciné-club en Gazette du cinéma,. 
Rivette avait écrit un article « remarquable » à propos du cinéma de montage dans le bulletin. La Gazette du cinéma était une revue critique dans laquelle des intellectuels cinéphiles discutaient du cinéma contemporain. Rivette y publia de nombreux articles et Godard y écrit aussi sous le pseudonyme de Hans Lucas,. Truffaut n’a pas collaboré à cette revue. 
Elle disparut avec son cinquième numéro, ses responsables ne parvenant pas à la vendre dans les kiosques, mais seulement à quelques membres du ciné-club, ce qui permit de la rentabiliser dans un premier temps mais pas de pérenniser la publication. L'Écran Français gardait une place importante dans le champ cinématographique.